# Lixus (geslacht)
Lixus is een geslacht van kevers uit de familie van de snuitkevers (Curculionidae). De wetenschappelijke naam van het geslacht is voor het eerst geldig gepubliceerd door Johann Christian Fabricius in 1801.
Deze kevers hebben een langwerpig, cilindervormig lichaam. De wijfjes hebben een zwarte "snuit" (het verlengde uiteinde van de kop); bij de mannetjes heeft die dezelfde kleur als het lichaam.
Er zijn meer dan 170 soorten beschreven in dit geslacht. Ze komen voor in het Palearctisch gebied en overwegend in Europa. De larven ontwikkelen zich meestal in de stengels of wortels van planten. Sommige soorten worden beschouwd als plaaginsecten voor de landbouw; Lixus incanescens bijvoorbeeld was een pest voor suikerbieten in Roemenië. Andere soorten kunnen dan weer gebruikt worden voor de biologische bestrijding van onkruid, zoals Lixus filiformis die leeft in en van de knikkende distel Carduus nutans L.